# سیاهرگ پشت‌زانویی
سیاهرگ پشت‌زانویی (انگلیسی: Popliteal vein) از سیاهرگهای عمقی اندام تحتانی است. به آن سیاهرگ گودی زانوئی و سیاهرگ رکبی هم گفته‌اند.
سیاهرگ پشت‌زانویی، سرخرگ پشت‌زانویی را دنبال می‌کند؛ و از به‌هم پیوستن سیاهرگ‌های درشت‌نئی پسین (خلفی) و پیشین (قدامی) پدید می‌آید؛ در سوراخ (hiatus) بین زردپی دراز ماهیچه نزدیک‌کننده بزرگ ران (adductor hiatus) تبدیل به سیاهرگ رانی می‌شود.